# Warneckea sapinii
Warneckea sapinii är en tvåhjärtbladig växtart som först beskrevs av De Wild., och fick sitt nu gällande namn av Jacq.-fél.. Warneckea sapinii ingår i släktet Warneckea och familjen Melastomataceae. Inga underarter finns listade i Catalogue of Life.